# Bên dưới cây cầu Arakawa
Arakawa Under the Bridge (荒川アンダー ザ ブリッジ Arakawa Andā za Burijji) (tạm dịch: Sông Ara bên dưới cây cầu) là một bộ manga nhật sáng tác bởi Nakamura Hikaru, ra mắt lần đầu ngày 3 tháng 12 năm 2004 trên tạp chí Young Gangan dành cho đối tượng độc giả Seinen.Phần 1 anime được hãng Shaft phát hành từ tháng 4 đến tháng 6 năm 2010 trên TV Tokyo, tiếp theo đó là phần 2 mang tên Arakawa Under the Bridge*2 phát sóng từ tháng 10 đến tháng 12 cùng năm. Tại Việt Nam, bộ truyện được nhà xuất bản Kim Đông phát hành vào tháng 10 năm 2021 dưới tên "Bên Dưới Cây Cầu Arakawa".

## Câu chuyện
Câu chuyện lấy bối cảnh ở Arakawa, Tokyo, câu chuyện theo sát nhân vật Ichinomiya Ko, chàng trai kế thừa tập đoàn Ichinomiya. Từ nhỏ Ko đã được cha dạy dỗ không được để mắc nợ bất kỳ ai, đó như là gia quy của dòng họ Ichinomiya.
Một ngày tai nạn xảy đến và Ko đã rơi xuống sông Ara và sắp chết đuối, cô gái có tên Nino đã cứu mạng anh. Vì không muốn mắc nợ, Kou đã hỏi Nino về cách anh có thể trả nợ cho cô ấy, cuối cùng điều Nino muốn là Ko phải yêu cô. Đây là bắt đầu cho cuộc sống của Ko dưới chân cầu bắt qua sông Ara, tuy nhiên khi bắt đầu sống ở đây anh mới nhận ra dưới chân cầu này có rất nhiều người kỳ dị đang cùng sinh sống, họ thành lập một xã hội gọi là "denpasan"

## Nhân vật
Ichinomiya Ko
Lồng tiếng bởi: Kamiya Hiroshi
Ko là người kế thừa tập đoàn lớn Ichinomiya, 22 tuổi và là sinh viên đại học trước khi bắt đầu sống dưới cầu. Trong cuộc đời mình, Ko luôn phải tuân theo nguyên tắc của gia đình là không được mắc nợ bất cứ ai. Sau lần chết đuối ở sông, anh bắt đầu dọn đến sống ở dưới chân cầu cạnh ân nhân của mình như một cách để trả món nợ cứu sống anh. Anh được trưởng thôn đặt tên là "Recruit" (リクルート Rikurūto), gọi tắt là Riku.
Nino
Lồng tiếng bởi: Sakamoto Maaya
Một cô gái bí ẩn sống ở Arakawa, cô tự nhận mình là người Sao Kim và là bạn gái của Ko sau đó. Tên của cô bắt bắt nguồn từ bộ đồ cô luôn mặc, trên đó có thẻ tên là "lớp 2-3" nên được gọi là ni-no. Nino bơi rất giỏi và lặn lâu, với kỹ năng câu cá của mình, công việc của cô cung cấp cá cho mọi người ở đây. Nino bị mắc chứng hay quên nên luôn cần Ko nhắc nhở những điều quan trọng. Nhà của cô được xây dựng bằng bìa các-tông, xung quanh phủ tấm màn lớn. Trong nhà Nino có một cái giường nhung xa hoa nhưng sự lựa chọn của cô là ngủ trong ngăn kéo của cái giường đó. Mỗi khi tức giận hay sợ hãi cô thường trèo lên cột đèn đường.
Trưởng thôn
Lồng tiếng bởi: Fujiwara Keiji
Trưởng thôn tự tuyên bố ông là Kappa đã sống 620 tuổi. Mặc dù ông ấy nói vậy nhưng thật ra ông chỉ mặc một bộ đồ hóa trang của kappa, đó là điều hiển nhiên sau khi Ko phát hiện ra bộ đồ của ông có khóa kéo. Ông có thể điều chỉnh độ dài của tóc mình bằng cách xoay cái đĩa trên đầu. Là một trưởng thôn, ai muốn sống dưới chân cầu này đều phải được sự phê duyệt của ông, sau đó họ sẽ được cấp cho một cái tên mới. Ông dường như giữ nhiều bí mật để bảo vệ Nino.
Đầu Sao
Lồng tiếng bởi: Sugita Tomokazu
Một ca sĩ 24 tuổi, tự nhận mình là một siêu sao và thường xuyên tổ chức hòa nhạc cho người trong thôn. 4 năm trước anh từng là một ca sĩ đỉnh cao với nhiều lần dẫn đầu bảng xếp hạng Oricon. Tuy nhiên Hoshi vẫn luôn trăn trở vì không thể tự viết ra những ca khúc riêng. Trong khi đang đấu tranh tư tưởng, anh gặp được Nino và nhận ra rằng anh rất cần thứ âm nhạc do chính mình tạo ra. Phần lớn lời bài hát của anh đều rất kì cục hoặc vô cùng nhảm nhí. Hoshi yêu Nino nên thường xuyên ghen với Kou. Mỗi khi buồn anh lại tự gọi bản thân là một con sao biển.
Sơ
Lồng tiếng bởi: Koyasu Takehito
Một người đàn ông 29 tuổi khỏe mạnh, người Anh, ăn mặc giống như một nữ tu, bên má phải mang một vết sẹo. Mỗi sáng chủ nhật anh tổ chức một buổi Thánh lễ thường chỉ kéo dài vài giây tại nhà thờ dưới gầm cầu. Trình tự Thánh lễ của Sơ chủ yếu là cho giáo đoàn chạy tại chỗ, bắn súng máy chỉ thiên, sau đó hỏi mọi người xem có ai làm điều gì sai trái không. Nếu câu trả lời là không, buổi lễ kết thúc và mỗi người nhận được một túi bánh quy mang về. Một điều lạ lùng là trong khi Sơ ăn vận giống như một bà sơ Công giáo, nhà thờ của anh lại được trang hoàng bằng một cây thập tự giá dòng Chính thống.Sơ trước kia vốn từng phục vụ trong quân đội nên bên dưới bộ áo nữ tu, anh mặc một bộ quân phục, và sở hữu rất nhiều vũ khí các loại. Thứ duy nhất có thể làm mất nhuệ khí của Sơ chính là những câu nói nặng lời của Maria, người mà anh đã phải lòng từ khi gặp gỡ trong cuộc chiến cuối cùng anh tham gia. Anh có tài lẻ làm bánh kẹo rất ngon.
Lão Bạch
Lồng tiếng bởi: Ōtsuka Hōchū
Một người đàn ông ở tầm tuổi trung niên, tính tình nồng hậu, lúc nào cũng bị ám ảnh phải bước đi trên một đường kẻ màu trắng. Do đó, người ta luôn nhìn thấy ông đẩy một chiếc xe vẽ vạch kẻ đường để đi đến đâu cũng có đường kẻ trắng mà bước lên đến đó. Tên thật của Shiro là Shirai Toru (白井 通 Bạch Tĩnh Thông), ông từng làm nhân viên văn phòng nhưng từ sau khi chuyển về dưới gầm cầu thì không có việc làm. Vợ của lão Bạch là một người phụ nữ rất thấu hiểu nỗi ám ảnh kì quặc của chồng, hai người có một cô con gái đang ở lứa tuổi học cấp III.
Anh em người sắt
Lồng tiếng bởi: Shintani Ryōko / Sanpei Yūko
P-ko
Lồng tiếng bởi: Omigawa Chiaki
Maria
Lồng tiếng bởi: Sawashiro Miyuki
Một cô gái tóc hồng xinh xắn, chủ một nông trại nhỏ chuyên cung cấp lương thực thực phẩm cho dân làng. Tuy có vẻ bề ngoài xinh đẹp nhưng tính cách Maria rất hung dữ, thường xuyên chửi mắng người khác không thương tiếc. Cô gặp Sơ trong cuộc chiến tranh cuối cùng họ từng tham dự, khi đó Maria là một điệp viên của phe đối lập và luôn tìm cách moi tin tức từ Sơ.
Stella
Lồng tiếng bởi: Saitō Chiwa
Là một cô gái nhỏ tóc vàng đến từ cô nhi viện ở Anh trước đây của Sơ, cô bề ngoài có dáng người nhỏ nhắn dễ thương nhưng thật ra rất mạnh mẽ. Khi tức giận Stella có thể biến thành khổng lồ đầy cơ bắp, cô rất yêu Sơ và luôn coi Maria là tình địch của mình.
Ichinomiya Seki
Lồng tiếng bởi: Koyama Rikiya
Takai Terumasa
Lồng tiếng bởi: Chō
Shimazaki
Lồng tiếng bởi: Tanaka Rie
Last Samurai
Lồng tiếng bởi: Nakamura Yuichi (diễn viên lồng tiếng)
Một người đàn ông với ngoại hình và tính cách samurai điển hình, xuất thân từ một gia đình dòng dõi samurai. Trước khi chuyển đến sống dưới gầm cầu, anh từng là một thợ làm tóc nổi tiếng, chiếm trọn trái tim của đông đảo khách hàng nữ. Để tránh khách hàng quay sang nhìn mình đắm đuối, anh từng buộc phải bắt họ bịt mắt lại. Qua một thời gian dài lắng nghe những lời nhận xét của khách hàng, anh dần nhận ra rằng anh đang đánh mất chính mình. Sau một lần gặp gỡ tình cờ với trưởng thôn, dòng máu samurai lại sôi sục trong anh, giúp anh lấy lại sự tự tin vốn có. Giờ đây anh mở một tiệm cắt tóc dưới chân cầu.
Billy
Lồng tiếng bởi: Tachiki Fumihiko
Jacqueline
Lồng tiếng bởi: Gotō Yūko
Đội trưởng đội phòng vệ Trái Đất
Lồng tiếng bởi: Seki Tomokazu
Anh hùng bảo vệ Trái Đất tự phong, luôn quả quyết rằng Trái Đất đang bị đe dọa bởi những người đến từ Sao Kim. Thật ra anh là một mangaka có bút danh là Potechi Kuwabara. Anh luôn nung nấu tham vọng sáng tác tranh truyện khoa học viễn tưởng, nhưng luôn bị các chủ bút tạp chí bắt vẽ truyện moe.
Amazoness
Lồng tiếng bởi: Kobayashi Yu

## Liên kết
- Arakawa Under the Bridge Lưu trữ ngày 30 tháng 4 năm 2011 tại Wayback Machine tại Square Enix (tiếng Nhật)
- Arakawa Under the Bridge anime tại Starchild (tiếng Nhật)
- Arakawa Under the Bridge anime tại TV Tokyo (tiếng Nhật)
- Bên dưới cây cầu Arakawa (manga) tại từ điển bách khoa của Anime News Network